# Dimos West Achaea
Dimos West Achaea (West Achaea) är en kommun i Grekland.   Den ligger i prefekturen Nomós Achaḯas och regionen Västra Grekland, i den centrala delen av landet, 190 km väster om huvudstaden Aten. Antalet invånare är 29 608. Arean är 572 kvadratkilometer.
Terrängen i Dimos West Achaea är kuperad åt sydost, men åt nordväst är den platt.